# 棘短腺吸虫
棘短腺吸虫（学名：Brachylecithum spinosum）为双腔科短腺属的动物。在中国大陆，分布于海南等地，营寄生生活，宿主小白腰雨燕，寄生于肝脏以及胆道。该物种的模式产地在海南。
其种加词“spinosum ”意为“棘状的”。